# Yin Chengxin
Det här är en artikel om en person med kinesiskt personnamn; Yin är familjenamnet.
Yin Chengxin (kinesiska: 尹成昕), född 5 februari 1995 i Wuhan, är en kinesisk konstsimmare.

## Karriär
Yin tog OS-silver i lagtävlingen i samband med de olympiska tävlingarna i konstsim 2016 i Rio de Janeiro. I augusti 2021 var hon en del av Kinas lag som tog silver i lagtävlingen vid OS i Tokyo.